# Hampton, Arkansas
Hampton là một thành phố thuộc quận Calhoun, tiểu bang Arkansas, Hoa Kỳ. Năm 2010, dân số của thành phố này là 1324 người.

## Dân số
- Dân số năm 2000: 1579 người.
- Dân số năm 2010: 1324 người.